# Rosa bracteata
Espèce
Classification phylogénétique
Le rosier de Macartney (Rosa bracteata) est une espèce de plantes à fleurs de la famille des Rosaceae. C'est un rosier originaire du sud de la Chine, de Taïwan et du Japon (îles Ryukyu).
Ce rosier a été introduit en Angleterre en 1793 par Lord Macartney. Il est naturalisé dans le sud-est des États-Unis.
C'est l'unique espèce constituant la section des Bracteatæ du sous-genre Eurosa.

## Description
Rosa bracteata est un arbuste qui peut atteindre 4 mètres de haut. Ses tiges qui drageonnent sont armées d'aiguillons recourbés disposés par paires.
Les feuilles persistantes sont composées de 5 à 9 folioles elliptiques  de 2 à 5 cm de long, au bords crénelés.
Les fleurs blanches, soyeuses, simples, de 5 à 7 cm de diamètre, sont généralement solitaires.
Leur centre, jaune orangé, est formé de très nombreuses étamines. Elles exhalent une odeur de citron. Le calice est entouré de grandes bractées foliacées vertes, d'où l'adjectif spécifique bracteata. La floraison est continue
Les cynorrhodons ont 3 cm de diamètre environ.

## mutations et hybrides
Contrairement à beaucoup d'autres rosiers originaires de Chine arrivés en Europe au cours des XVIIIe et XIXe siècles, cette espèce, après avoir donné de nombreux hybrides, ne joue plus un grand rôle dans la création de nouveaux cultivars.
- Rosa bracteata existe en Chine du Sud sous deux espèces (mutation ?) et elle s'est naturalisée dans le Sud-Est des États-Unis
- il ne reste plus que deux hybrides connus :
  - Rosa × leonida ou 'Alba odorata' un grimpant à fleurs blanches doubles, Rosa bracteata × Rosa lævigata ;
  - 'Mermaid', rosier grimpant à grandes fleurs simples jaune canari qui fleurit de juillet à l'automne, est le seul encore cultivé. C'est Rosa bracteata × rosier thé jaune à fleurs doubles[1].

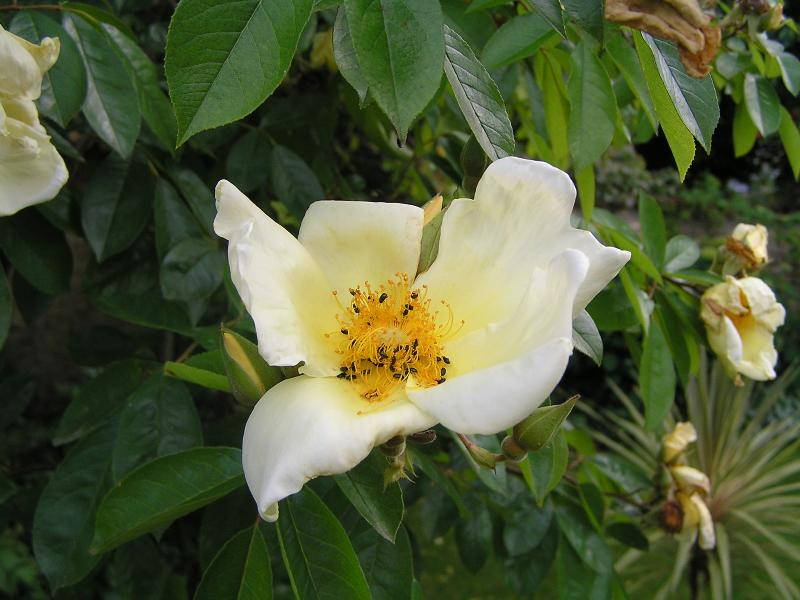
Rose 'Mermaid'.